# Nothrus mystax
Nothrus mystax är en kvalsterart som beskrevs av Sandór Mahunka 1986. Nothrus mystax ingår i släktet Nothrus och familjen Nothridae. Inga underarter finns listade i Catalogue of Life.